# Gabillou
Gabillou (okzitanisch Gabilhon) ist eine französische Gemeinde mit 97 Einwohnern (Stand 1. Januar 2022) im Département Dordogne in der RegionNouvelle-Aquitaine (vor 2016 Aquitaine). Sie gehört zum Arrondissement Sarlat-la-Canéda (bis 2017 Arrondissement Périgueux) und zum Kanton Le Haut-Périgord noir. Die Einwohner werden Gabillois und Gabilloises genannt.

## Geografie
Gabillou liegt etwa 30 Kilometer östlich von Périgueux. Umgeben wird Gabillou von den Nachbargemeinden Cubjac-Auvézère-Val d’Ans im Nordwesten und Norden, Sainte-Eulalie-d’Ans im Norden, Chourgnac im Nordosten, Sainte-Orse im Osten, Ajat im Süden sowie Brouchaud im Westen. 

## Bevölkerungsentwicklung
| Jahr                       | 1962 | 1968 | 1975 | 1982 | 1990 | 1999 | 2009 | 2019 |
| Einwohner                  | 148  | 130  | 97   | 94   | 104  | 89   | 95   | 91   |
| Quellen: Cassini und INSEE |      |      |      |      |      |      |      |      |

## Sehenswürdigkeiten
- Kirche Saint-Jacques aus dem 12. Jahrhundert, Umbauten aus dem 19. Jahrhundert

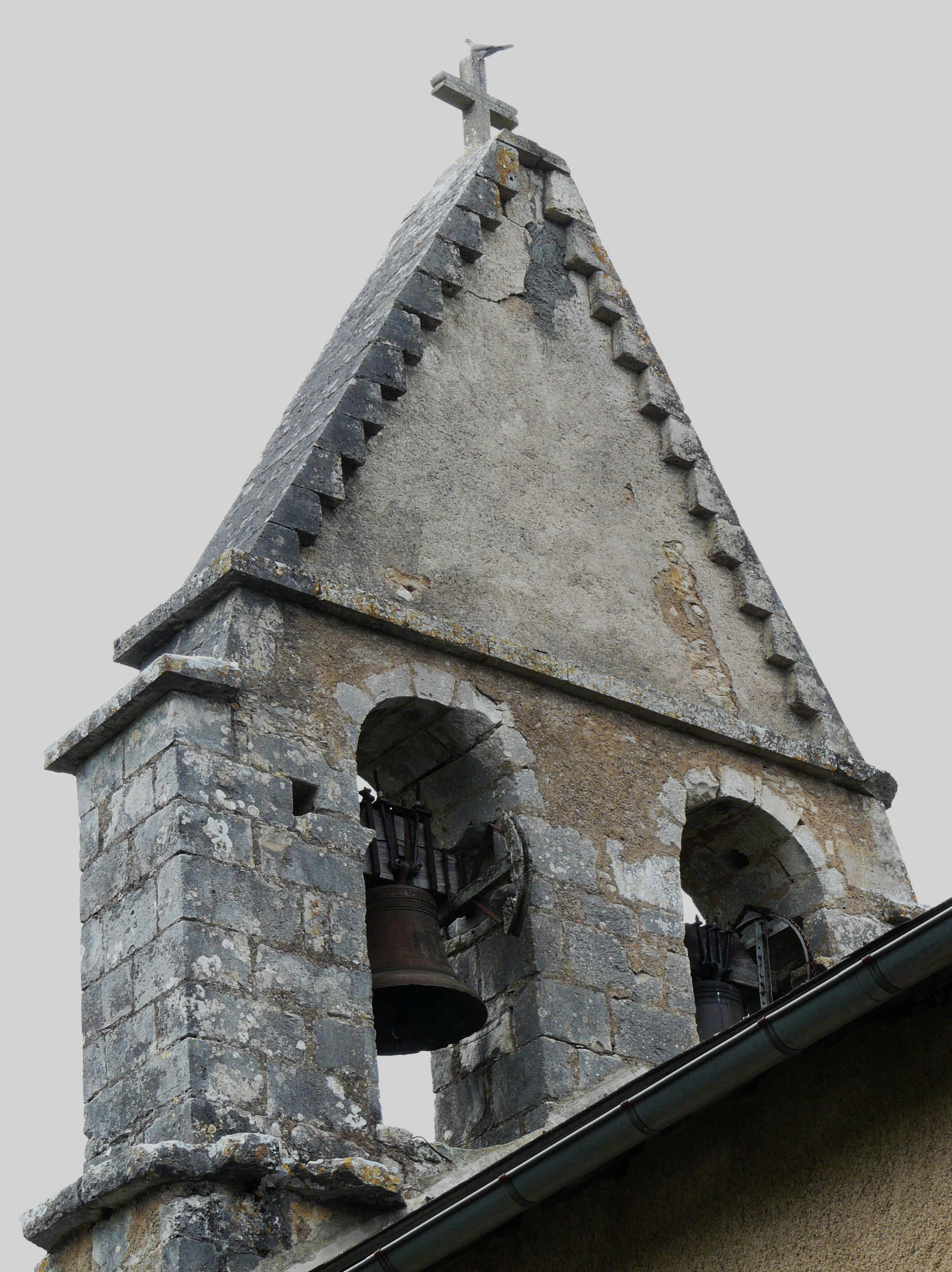
Glockengiebel der Kirche Saint-Jacques

- Schloss Vaudre
- Höhlen